# Zespół intermetamorfozy
Zespół intermetamorfozy, urojenie intermetamorfozy – zaburzenie urojeniowe zaliczane do urojeniowych syndromów błędnej identyfikacji powodujące, iż chory jest przekonany, iż osoby w jego otoczeniu zmieniają i wymieniają się wyglądem oraz osobowością. W konsekwencji chory podczas rozmowy z daną osobą może po pewnym czasie stwierdzić, że rozmawia teraz z inną osobą, mimo iż rozmówca się nie zmienił.
Zaburzenie to po raz pierwszy opisane zostało w 1932 roku przez P. Courbona i J. Tusquesa w Illusions d'intermétamorphose et de la charme. Opisali przypadek 58-letniej kobiety, która doznawała częstych „zwidów” polegających na tym, iż jej mąż zamieniał się miejscami z jej sąsiadem. Niektóre elementy wizerunku jej męża jednak nie zmieniały się – nadal miał taki sam kolor oczu oraz nie miał palca, którego utracił w wyniku amputacji. Kobieta w wyniku zaburzenia również widziała transmutację obiektów, zwierząt domowych oraz elementów swojego ubioru.